# Kaira
Kaira is een geslacht van spinnen uit de  familie van de wielwebspinnen (Araneidae).

## Soorten
- Kaira alba (Hentz, 1850)
- Kaira altiventer O. P.-Cambridge, 1889
- Kaira candidissima (Mello-Leitão, 1941)
- Kaira cobimcha Levi, 1993
- Kaira conica Gerschman & Schiapelli, 1948
- Kaira dianae Levi, 1993
- Kaira echinus (Simon, 1897)
- Kaira electa (Keyserling, 1883)
- Kaira erwini Levi, 1993
- Kaira gibberosa O. P.-Cambridge, 1890
- Kaira hiteae Levi, 1977
- Kaira levii Alayón, 1993
- Kaira sabino Levi, 1977
- Kaira sexta (Chamberlin, 1916)
- Kaira shinguito Levi, 1993
- Kaira tulua Levi, 1993